# Danske encyklopædiske online ressourcer
Dette er en liste over online encyklopædisk ressourcer fra Danmark, for det meste på dansk, og som er frit tilgængelige på internettet.

## Generelle
- Den Store Danske Encyklopædi, en generel encyklopædi fra forlaget Gyldendal.[1]
- Salmonsens Konversationsleksikon, en generel encyklopædi udgivet mellem 1915 og 1930. Projekt Runeberg har udgivet encyklopædien online.[2]

## Biografier
- Dansk biografisk leksikon, en stor samling af danske biografier. Den første udgave (1887-1905) fra Projekt Runeberg er tilgængelig online.[3]
- Kendtes Gravsted, en samling på over 3.600 korte beskrivelser af kendte personer, hovedsageligt danskere, begravet på danske kirkegårde.[4]
- Dansk Kvindebiografisk Leksikon, en stor online samling af biografier af kendte danske kvinder online, som blev udgivet i 2001.[5]

## Kultur
- Kunstindeks Danmark & Weilbachs Kunstnerleksikon, give oplysninger om danske kunstnere og danske samt udenlandske kunstværker i danske museer. Der er også en engelsk-sproget søgeside men selve artiklerne er på dansk.[6]
- Projekt Runeberg, et projekt der går ud på at digitalisere den fulde tekst af diverse nordiske bøger med en historisk, litterær eller kulturel interesse, online.[7]

## Arkitektur
- Dansk Architektur Center, online information om danske dansk arkitektur, arkitekter og arkitekturhistorie.[8]
- Selskabet for Københavns Historie, online version af Jens Fleischer's København. Kulturhistorisk opslagsbog med turforslag som giver detaljerede beskrivelser af mange af Københavns historiske bygninger, gader og parker.[9]

## Biblioteksressourcer
- REX, online database fra Det Kongelige Bibliotek, som giver adgang til kataloger og digitale ressourcer, herunder malerier og fotografier. Nogle faciliteter er begrænset ved login (kun for danske borgere).[10]
- Bibliotek.dk, der giver adgang til titler på bøger som forefindes i hele det danske offentlige bibliotekssystem, undertiden med korte beskrivelser.[11]